# Sybra unicoloripennis
Sybra unicoloripennis là một loài bọ cánh cứng trong họ Cerambycidae.